# Fremdeln
Fremdeln bezeichnet in der Alltagssprache ein Verhaltensmuster in der Entwicklung von Säuglingen, das meist zwischen dem 4. und 8. Lebensmonat auftritt und in der Fachsprache als Achtmonatsangst bezeichnet wird. Es zeigt sich darin, dass ein Kind damit beginnt, fremden Personen mit starkem Misstrauen, Abneigung oder Angst zu begegnen, obwohl dies vorher kein typisches Verhalten des Kindes war.
Diese Angst wird stärker von Männern als von Frauen ausgelöst und von Erwachsenen mehr als von Kindern oder Kleinwüchsigen. Verständlich wird dies aus evolutionspsychologischer Sicht, denn Infantizid kommt bei allen Primaten vor, kann bis zu 40 % der noch nicht entwöhnten Jungtiere treffen und wird nahezu ausschließlich von erwachsenen, meist neu in die Gruppe eingewanderten Männchen begangen.
Eine andere Art des Fremdelns ist die Panikreaktion eines Kindes beim Verlust des Kontaktes mit der Bezugsperson. Besonders heftig erfolgt die Reaktion in einer fremden Umgebung. Dieses Verhalten liegt in der sich entwickelnden Fähigkeit des Kindes, fremde Personen von Vertrauten visuell zu unterscheiden und kann sich auch auf bisher vermeintlich vertraute Personen erstrecken. Außerdem fällt das erstmalige Auftreten des Fremdelns mit der sich entwickelnden Fähigkeit des Kindes zusammen, auf eigene Faust seine Umwelt erkunden zu können (anfangs durch Krabbeln, später durch Laufen).